# 鲁曼斯费尔登
鲁曼斯费尔登是德国巴伐利亚州的一个市镇。总面积5.81平方公里，总人口2001人，其中男性986人，女性1015人（2011年12月31日），人口密度344人/平方公里。